# Яхины
Яхины — река на северо-востоке полуострова Камчатка.
Длина реки — 28 км. Протекает по территории Олюторского района Камчатского края. Впадает в Олюторский залив.
Название в переводе с коряк. якинмын — «чаячья скала».

## Данные водного реестра
По данным государственного водного реестра России относится к Анадыро-Колымскому бассейновому округу.
Код объекта в государственном водном реестре — 19060000212120000002570.